# San Lorenzo (ort i Bolivia, Santa Cruz)
San Lorenzo är en ort i Bolivia.   Den ligger i departementet Santa Cruz, i den centrala delen av landet, 290 km nordost om huvudstaden Sucre. San Lorenzo ligger 332 meter över havet och antalet invånare är 2 292.
Terrängen runt San Lorenzo är platt, och sluttar österut. Närmaste större samhälle är Cotoca, 5,1 km nordost om San Lorenzo.
Omgivningarna runt San Lorenzo är huvudsakligen savann. Runt San Lorenzo är det tätbefolkat, med 297 invånare per kvadratkilometer.